# Friedrich Carl von Savigny
Friedrich Carl von Savigny (magyarosan Savigny Frigyes Károly), (Frankfurt am Main, 1779. február 21. – Berlin, 1861. október 25.) német jogtudós, államelméleti gondolkodó, a történeti jogi iskola legkiemelkedőbb képviselője.

## Életpályája
Ősei szerepet játszottak Lotaringia történelmében. 1803-tól rendkívüli tanár volt Marburgban. Nevét Das Recht des Besitzes című műve tette ismertté (1803). 1808-ban Landshutban, 1810-ben Berlinben lett rendes tanár, 1816-ban titkos igazságügyi tanácsos, 1842-ben a porosz törvény revíziója céljából alakult bizottság minisztere lett, de 1848-ban az állásától meg kellett válnia. 1854-ben az első kamara élethossziglani tagja lett.

## Munkássága
Savigny a történeti jogi iskola fő képviselője volt. Thibaut, Gönner stb. kodifikátori törekvései ellen „Vom Beruf unserer Zeit für Gesetzgebung und Rechtswissenschaft” (Heidelberg, 1814, 3. kiadás Marburg, 1892) című munkájával lépett fel. 

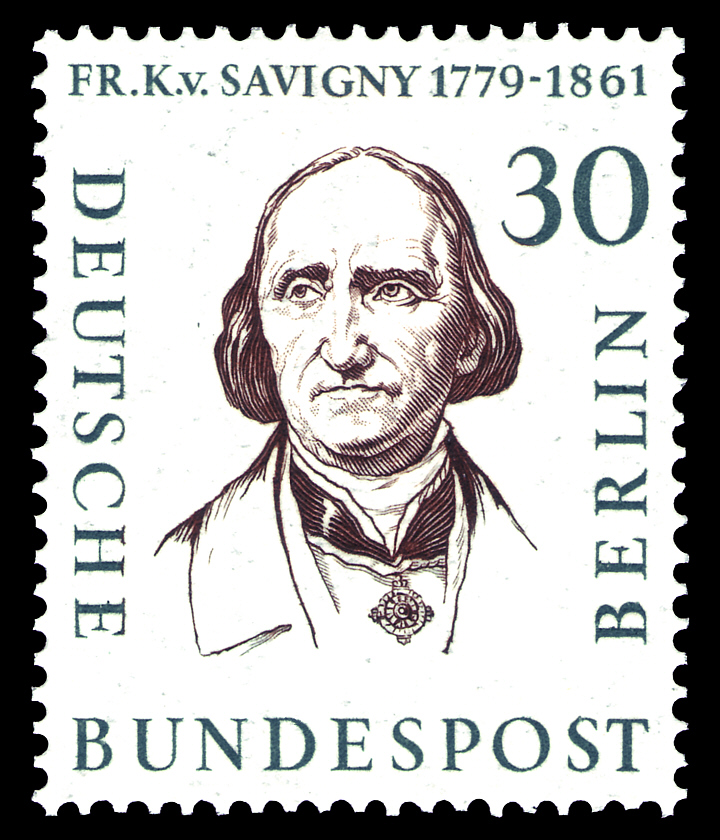
Friedrich Carl von Savigny emlékbélyeg

## Művei
- Geschichte des römischen Rechts im Mittelalter (uo. 1815-31, 6 köt., 2. kiad. 1834;1851, 7 köt.)
- System des heutigen römischen Rechts (Berlin 1840-49, 8 köt., Henser tárgy- és forrásmutatójával, 1851)
- Obligationenrecht (uo. 1851-1853, 2 köt.)
- Összegyűjtve Vermischte Schriften-je (uo. 1850, 5 köt.) jelentek meg
- Das Recht des Besitzes, 1803
- Vom Beruf unserer Zeit für Gesetzgebung und Rechtswissenschaft, 1814
- Geschichte des römischen Rechts im Mittelalter, 1815–1831
- System des heutigen römischen Rechts Archiválva 2011. május 13-i dátummal a Wayback Machine-ben, 8 Bände, 1840 bis 1849
- Vermischte Schriften Archiválva 2011. május 13-i dátummal a Wayback Machine-ben, 1850
- Obligationenrecht, 1853
- Eichhornnal és másokkal együtt adta ki a Zeitschrift für geschichtliche Rechtswissenschaft  c. folyóiratot. (Karl Friedrich Eichhorn (Herausgeber): Zeitschrift für geschichtliche Rechtswissenschaft, Berlin, 1815–1850)

## Emlékezete
A német posta 1957-ben emlékbélyeget adott ki a tiszteletére.